# 白鳥麗子
《白鳥麗子》（日语：白鳥麗子でございます!）是由日本漫畫家鈴木由美子所繪製的少女浪漫喜剧漫畫，由讲谈社刊載在1988年至1992年的《Mimi》雜誌中，单行本共有七本，由亞細亞堂改編成动画OVA，在1990年發行。1993年富士電視台改編為11集的連續劇，在1995年改編為動畫電影。《白鳥麗子》在1989年獲得講談社漫畫獎的少女漫畫獎項。
漫畫的劇情是描述家境富裕的白鳥麗子，進入東京大學，追求出身平凡的大學男同學秋本哲也的過程。

## 電視劇

### 1989年
- 鈴木保奈美飾演白鳥麗子。
- Makoto Nonomura飾演秋本哲也。

### 1993年
- 松雪泰子飾演白鳥麗子。
- 萩原聖人飾演秋本哲也。

### 2016年
- 河北麻友子飾演白鳥麗子。
- Masaru Mizuno飾演秋本哲也。

## OVA

### 配音
- 川村万梨阿飾演白鳥麗子。
- 堀內賢雄飾演秋本哲也。

## 外部連結
- 白鳥麗子（漫畫）在動畫新聞網百科全書中的資料（英文）
- Entry at J-dorama.com （页面存档备份，存于） (live-action TV show)